# Charles Valentine Riley
Charles Valentine Riley (19 de septiembre de 1843, Londres - 14 de septiembre de 1895) fue un entomólogo y artista inglés.

## Biografía
En 1868, nueve años después de migrar a Estados Unidos, Riley fue nombrado entomólogo del estado en Misuri. En 1876, dirigió la Comisión Federal de Entomología encargada de coordinar la lucha contra los enjambres de Melanoplus spretus que devastaban los estados del Medio Oeste y del Oeste de Estados Unidos. Esa especie había sido descrita solamente diez años antes por Benjamin Walsh (1808-1869).
En 1885 fue designado el primer conservador de la colección de insectos del Instituto Smithsoniano.
Se le considera el padre del control biológico de plagas en agricultura: el control de la cochinilla acanalada (Icerya purchasi) es uno de los mayores éxitos en la lucha contra las plagas; las importaciones de Rodolia cardinalis a los Estados Unidos entre 1888 y 1889 por Charles Valentine Riley, produjeron una importante reducción de las poblaciones de I. purchasi, salvando a la floreciente industria de los cítricos de California.
Falleció tras un fatal accidente de bicicleta, bajando rápidamente por una colina, cuando la rueda de su bicicleta golpeó un bloque de pavimento de granito caído de un vagón. Fue catapultado a la acera y se fracturó el cráneo. Fue llevado a casa en un carro y nunca recuperó la conciencia. Murió en su casa el mismo día en que cumplía 52. Dejó una viuda y seis hijos.

## Algunas publicaciones
Polillas de la yuca
- New Species of Prodoxidae. In: Proc. of the Entomological Society II (3). Washington 15 de diciembre de 1892, p. 312–319.

- Yucca Insects and Yucca Pollination-Notes. In: Proc. of the Biological Society of Washington VIII (20) junio 1893, p. 41–54, secc. IX.

- Notes on Pronuba and Yucca Pollinations. In: Proc. of the Washington Entomological Society 1 (3) 1889, p. 1–5.

Moscas parasitarias
- The Ox Bot in the United States: Habits and Natural History of Hypoderma lineata. In: Insect Life IV (9 - 10) junio 1892.

- On insects affecting the Agave. In: Proc. of the Entomological Society 15 de junio de 1892, con dos artículos de Riley:
  - A probable Microgaster parasite of Eleodes in the imago stage
  - Our American ox warbler (Hypoderma lineatum)

Langostas
- The Rocky Mountain Locust. Further Facts About the Natural Enemies of Locusts. In: Second Report of the United States Entomological Commission 1880, p. 259–271.

- The Locust Plague in the United States: Being more particularly a treatise on the Rocky Mountain Locust or so-called grasshopper, as it occurs east of the Rocky Mountains, with practical recommendations for its destruction. Rand, McNally & Co., Chicago 1877.

- The Rocky Mountain Locust. Remedies and Devices for its Destruction. In: The First Report of the United States Entomological Commission. U.S.D. Interior, 1878, p. 351–420.

- Destruction of the Young or Unfledged Locusts. In: Bull. of the United States Entomological Commission 1. U.S.D. Interior, junio 1877.

- Pulgones:
- Notes on the Aphididae of the United States. With descriptions of species occurring west of the Mississippi. In: Bull. of the Survey 5 (4)  Riley & J. Monell, enero 1879, I-II.

Mayetiola destructor
- The Hessian Fly an Imported Insect. In: Canadian Entomologist IXX, 1888, p. 121, 7 tablas.

- The Cotton Worm. In: Summary of its natural history with an account of its enemies, and the best means of controlling it, being a report of progress of the work of the Commission Bull. 3, U.S. Entomological Commission, 28. enero 1880.

Escarabajo de la patata
- Potato Pest. In: An illustrated account of the Colorado Potato-beetle and the other insect foes of the potato in North America with suggestions for their repression and methods for their destruction. 1876.[2]